# Shannon Chan-Kent
Shannon Chan-Kent (ur. 23 września 1988 w Vancouver) – kanadyjska aktorka i wokalistka.
Jest oryginalnym głosem Pinkie Pie (śpiew) w serialu My Little Pony: Przyjaźń to magia.

## Filmografia (wybór)
Źródła:
- Death Note (2007) – Misa Amane
- My Little Pony: Przyjaźń to magia (2010) – Pinkie Pie (śpiew), Smolder, Ocellus (śpiew), Silver Spoon
- Barbie i podwodna tajemnica (2010) – Deandra
- Barbie w świecie mody (2010) – Delphine
- Kill for Me (2013) – Zoe
- My Little Pony: Equestria Girls (2013) – Pinkie Pie (śpiew)
- Morderstwo od kuchni (2015) – Lucy
- My Little Pony: Film (2017) – Pinkie Pie (śpiew)
- Chuck's Choice (2017) – Cho